# Pierre Kohler (astronome)
Pour les articles homonymes, voir Kohler et Pierre Kohler (homonymie).
 (septembre 2024).
Si vous disposez d'ouvrages ou d'articles de référence ou si vous connaissez des sites web de qualité traitant du thème abordé ici, merci de compléter l'article en donnant les références utiles à sa vérifiabilité et en les liant à la section « Notes et références ».
Pierre Kohler, né en 1945, est un astronome et journaliste français.

## Biographie
En 1975, il obtient un doctorat en sciences physiques de l'Université Paris VII avec une thèse intitulée Durée de vie des satellites artificiels en orbite géocentrique dont le directeur est Evry Schatzman.
Affecté au service Dynamique spatiale de l'observatoire de Meudon sur contrat de la DRME (1967-1973), il est ensuite engagé par le CNRS au Laboratoire d’astrophysique (1973-1980). En 1969, il a participé à des campagnes de géodésie spatiale (tirs au laser sur satellites) à l’observatoire St Michel de Haute-Provence.
Journaliste scientifique de 1981 à 2001, chef du service « science et techniques » de RTL, il produit des commentaires d’actualité et des reportages, et en outre, une chronique hebdomadaire sur des thèmes scientifiques (plus d’un millier diffusées). 
En parallèle, de 1987 à 1989, il traite également l’actualité scientifique dans les journaux télévisés de M6, de 1985 à 1995, est le Directeur du magazine Ciel & Espace et coprésente, de 1978 à 1983 avec Laurent Broomhead sur Antenne 2, les émissions de vulgarisation scientifique Objectif demain, puis Planète bleue. Il présenta ensuite sur RTL-Télévision l’émission Planétarium, et sur FR3 l’émission À travers champs. Il participe aussi à de nombreux documentaires pour enfants. 
De 1967 à 2007, il est pigiste pour une vingtaine de quotidiens et magazines de vulgarisation (dont Science & Vie, Sciences & Avenir, Ciel & Espace, Grands reportages, Valeurs actuelles, Spectacles du monde, Historia, Phosphore, Okapi, Le Chasseur français ou Terre vivante). Il est rédacteur en chef du magazine Alternatives consacré aux énergies de 2002 à 2007.

## Œuvres

### En astronomie
- 1973 : Le roman de la Lune,  éd. France Empire
- 1977 : Connaître les Etoiles (10 leçons),  éd. Hachette
- 1978 : Les gouffres du cosmos,  éd. France Empire
- 1979 : La Terre et les astres,  éd. Hachette
- 1980 : Les derniers jours du monde (Prix Glaxo[réf. nécessaire]),  éd. France Empire
- 1980 : Initiation à l'astronomie,  éd. Hachette
- 1981 : Les trous noirs de l'espace (tome 1),  éd. Famot/Beauval
- 1981 : Les trous noirs de l'espace (tome 2),  éd. Famot/Beauval
- 1982 : Le Ciel, Atlas-guide de l'Univers,  éd. Hachette
- 1983 : Observer les étoiles,  éd. Ouest-France
- 1984 : Le ciel de vos vacances (ouvrage collectif),  éd. Hachette
- 1984 : Terre, Univers et conquête de l'espace,  éd. Hachette
- 1984 : Astronomie et exploration spatiale (Adaptation),  éd. Hachette
- 1984 : L'Univers,  éd. Hachette
- 1985 : L'astronomie et ses secrets,  éd. Nathan
- 1987 : Observer les étoiles,  éd. Ouest-France
- 1991 : La vie des étoiles,  éd. Ouest-France
- 1993 : Le ciel et l'espace,  éd. Fleurus
- 1994 : Guide du ciel,  éd. Ouest-France
- 1999 : Le Ciel,  éd. Fleurus
- 2000 : Comprendre le ciel,  éd. Ouest-France
- 2001 : Observer le ciel,  éd. Edilarge
- 2006 : Aimer et découvrir le ciel,  éd. Minerva

#### Espace
- 1972 : La conquête des planètes,  éd. Albin Michel
- 1972 : Les Russes dans l'espace (Adaptation),  éd. France Empire
- 1974 : Retour sur Terre (Adaptation),  éd. France Empire
- 1978 : Les satellites maîtres du Monde (Prix Jean Rostand),  éd. Hachette
- 1979 : La première guerre spatiale,  éd. France Empire
- 1982 : Voyage au bout du système solaire,  éd. France Empire
- 1982 : L'Homme dans le cosmos,  éd. Hachette
- 1982 : Les sacrifiés du cosmos,  éd. Famot/Beauval
- 1982 : À l'assaut des planètes,  éd. Famot/Beauval
- 1982 : La guerre des satellites,  éd. Famot/Beauval
- 1989 : Les conquérants de l'espace,  éd. Perrin
- 1994 : Von Braun contre Korolev (Prix Aéro-club) (avec coauteur),  éd. Perrin
- 2000 : La dernière mission,  éd. Calmann-Levy

### En sciences de la Terre
- 1982 : À la découverte de la Terre,  éd. Hachette
- 1985 : Volcans, séismes, dérive des continents,  éd. Hachette
- 1992 : Histoire de notre planète,  éd. Perrin
- 1993 : La  planète Terre,  éd. Fleurus
- 1995 : Les abysses,  éd. Fleurus
- 1997 : Voyage d'une goutte d'eau,  éd. Fleurus
- 2005 : Les catastrophes naturelles,  éd. Fleurus

#### Météorologie
- 1978 : Prévoir le temps (En 10 leçons),  éd. Hachette
- 1981 : Comprendre la météorologie,  éd. Hachette
- 1984 : La météo, le temps et les saisons,  éd. Nathan
- 1985 : Météo, temps et vie quotidienne,  éd. Hachette
- 1998 : Prévoir le temps (En 10 Leçons),  éd. Minerva
- 2001 : Prévoir le temps,  éd. Edilarge

#### Environnement et écologie
- 1992 : Géant-Environnement (ouvrage collectif),  éd. Hachette
- 2002 : L’imposture verte,  éd. Albin Michel
- 2008 : Greenpeace : le vrai visage des guerriers verts (Document-Enquête),  éd. Presses de la Cité

### En sciences et techniques
- 1979 : Le Livre des Inventions (avec coauteur),  éd. Hachette
- 1980 : La télévision déchaînée (avec coauteur),  éd. Hachette
- 1980 : La science amusante (En 10 leçons),  éd. Hachette
- 1980 : Objectif demain (avec coauteur),  éd. Presses Renaissance
- 1981 : Douze jeunes, passion la recherche,  éd. Hachette
- 1983 : A la découverte des techniques,  éd. Hachette
- 1983 : Dis Pourquoi ? (avec coauteurs),  éd. Hachette
- 1983 : Dis Comment ça marche ? (avec coauteur),  éd. Hachette
- 1984 : Qu’est-ce que c’est ? (avec coauteurs),  éd. Hachette
- 1985 : Les « savanturiers »,  éd. RTL-Editions
- 2004 : Inventions et découvertes,  éd. Fleurus
- 2004 : La recherche va très bien (avec coauteur),  éd. L’Archipel
- 2005 : XXIe siècle: Les Innovations qui changeront notre vie (avec coauteur),  éd. L’Archipel
- 2007 : Les grandes constructions,  éd. Fleurus

### Sur le thème de l'énergie
- 1980 : Le pétrole on s'en fout (Préface de H. Tazieff),  éd. Jeune Afrique
- 1985 : Les grandes sources d'énergie,  éd. Hachette
- 1995 : Apocalypse rouge,  éd. Criterion
- 1995 : Ultime terreur,  éd. Criterion
- 2002 : L’ennemi invisible,  éd. Balland

### Autres ouvrages
- 1979 : Le songe de Kronos (Roman(Pseudo P Karrel)),  éd. Albin Michel
- 1984 : Grand raid: Le Cap - Terre de feu (Aventure),  éd. Hachette
- 1996 : Les grands explorateurs (Aventure),  éd. Fleurus
- 2001 : Poitou-Charentes, Itinéraires découverte (Guide touristique),  éd. Edilarge
- 2005 : La Philatélie (avec coauteur),  éd. Minerva